# Гематофаги

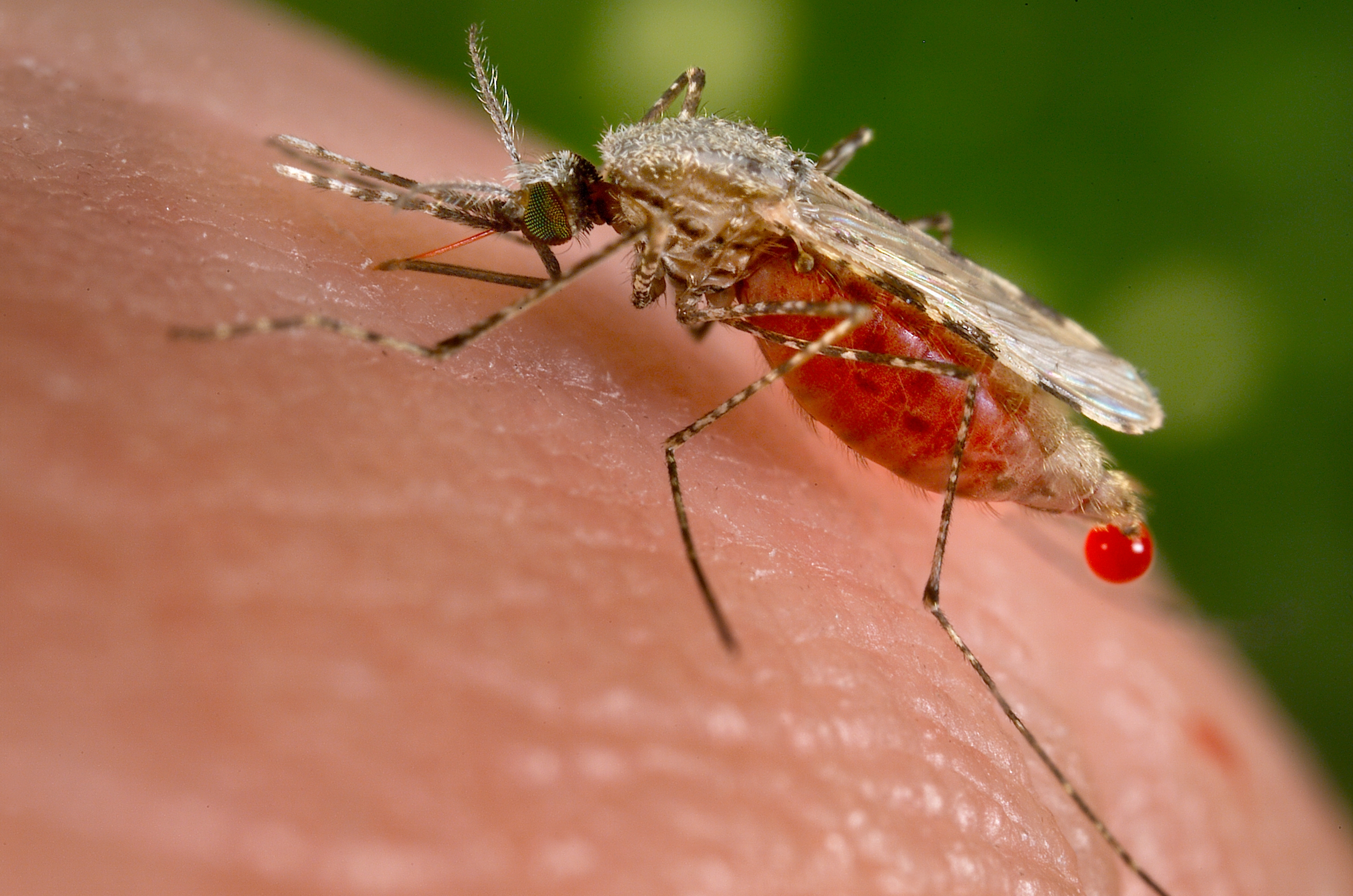
Самиця комара Anopheles stephensi

Гематофаги (від дав.-гр. αἷμα — «кров» + φάγος — «їсти») — тварини, що живляться кров'ю інших тварин і людини. Гематофаги можуть бути переносниками деяких патогенних агентів. Гематофагія — одна з найпоширеніших форм паразитизму.
Оскільки кров—  це рідка тканина, багата на поживні білки та ліпіди, які можна отримати без особливих зусиль, гематофагія є поширеною формою харчування серед багатьох дрібних тварин, таких як черви та членистоногі. Деякі гельмініти, такі як анцилостоматиди, харчуються кров'ю, що висмоктується з капілярів кишечника, і близько 75 % усіх видів п'явок (наприклад, Hirudo medicinalis — п'явка медична) є гематофагами. Павук Evarcha culicivora опосередковано живиться кров'ю хребетних, спеціалізуючись на наповнених кров'ю самках комарів, які є його головною здобиччю.
Деякі риби, такі як міноги та ванделії, ссавці, зокрема кажани-вампіри, і птахи, включаючи землянчика, пересмішника еспаньйольського, дрозда тристанського і ґедзеїда, також практикують гематофагію.

## Найпростіші
З найпростіших до гематофагів відносять трофозоїтів дизентерійної амеби та деяких інших паразитичних найпростіших з фагоцитуванням еритроцитів.

## Черви

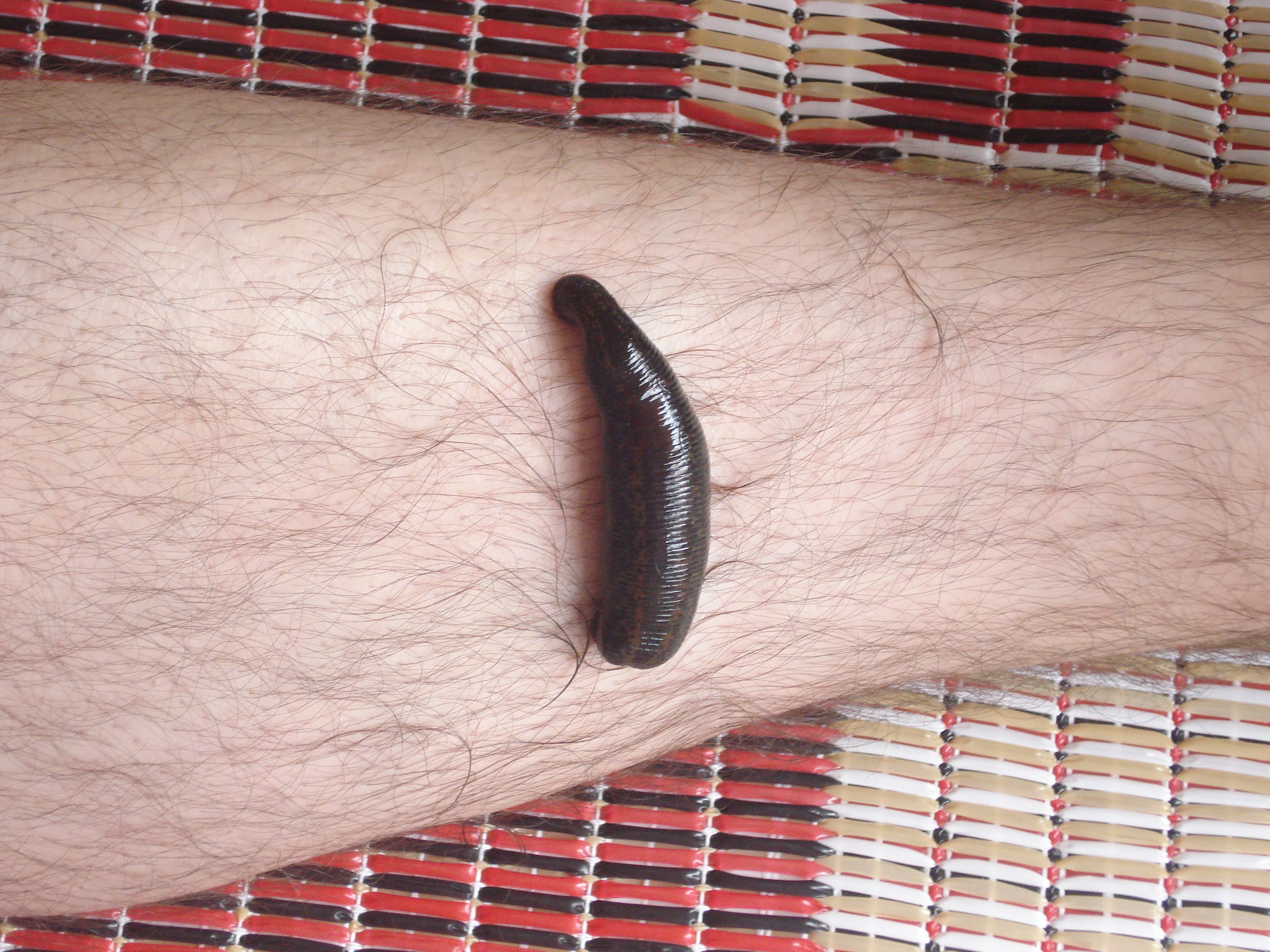
П'явка на руці людини

Серед кільчастих червів явище гематофагії трапляється серед багатьох видів п'явок. Вони живляться кров'ю хребетних, молюсків, хробаків тощо. У їхньому кишечнику кров перетравлюється повільно, і тому, насмоктавшись, п'явки можуть довго залишатися без їжі.
Серед черв'яків гематофагами також є паразитичні представники типу нематоди, зокрема види з родини Ancylostomatidae, наприклад Ancylostoma duodenale і Necator americanus. У хворих анкілостомідозами, навіть при помірній інтенсивності інвазії, закономірно розвивається залізодефіцитна анемія, пов'язана з гематофагією збудника.

## Членистоногі

### Ракоподібні
Серед представників підтипу ракоподібні, гематофагія зустрічається у карпоїдів (Branchiura), що є ектопаразитами морських і прісноводних риб, рідше земноводних. Їх не можна вважати постійними паразитами, оскільки наситившись, карпоїди залишають рибу.

### Павукоподібні

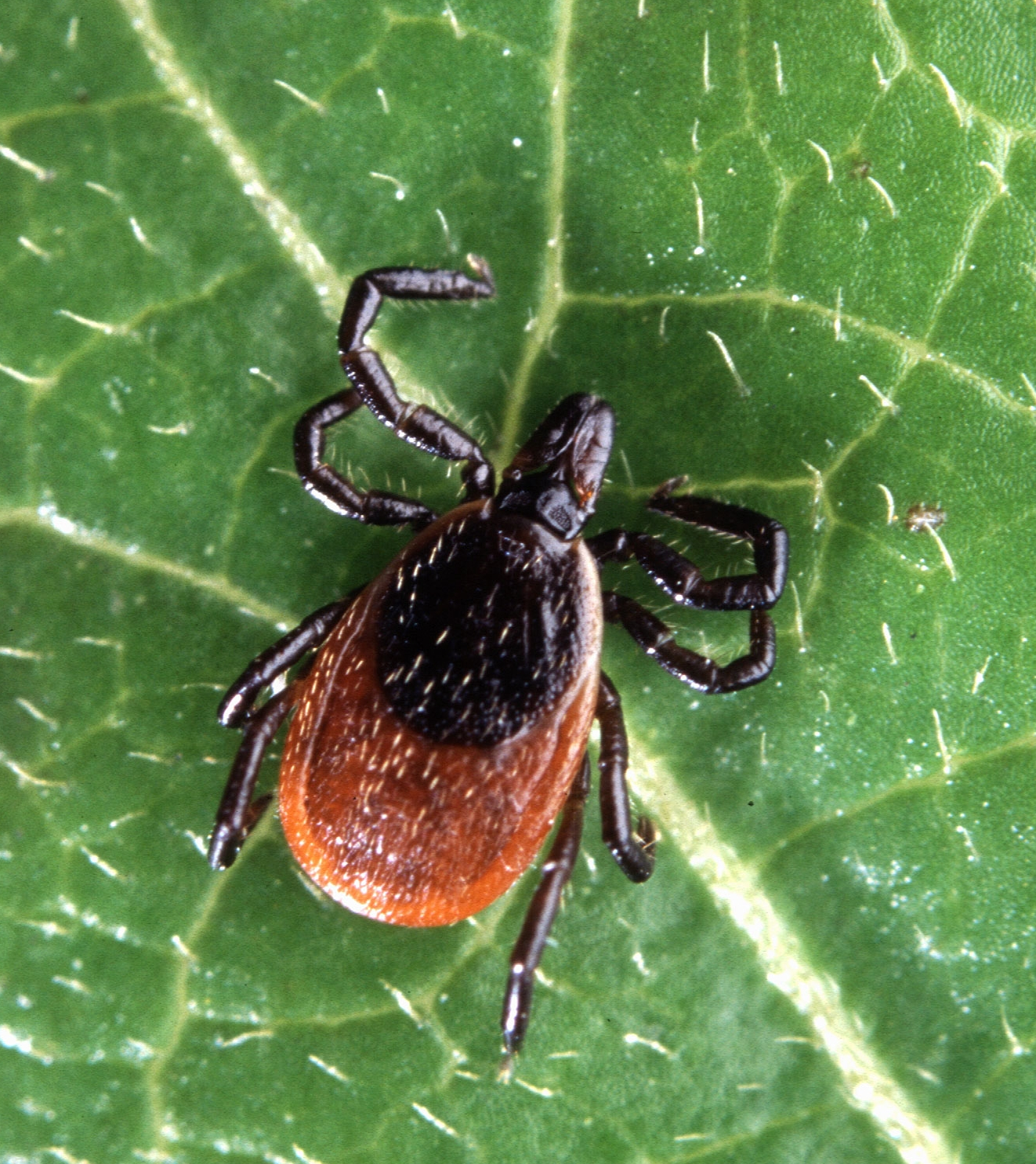
іксодовий кліщ — переносник кліщового енцефаліту

Серед павукоподібних гематофагія властива багатьом кліщам (гамазові кліщі, іксодові кліщі та ін.).

### Комахи

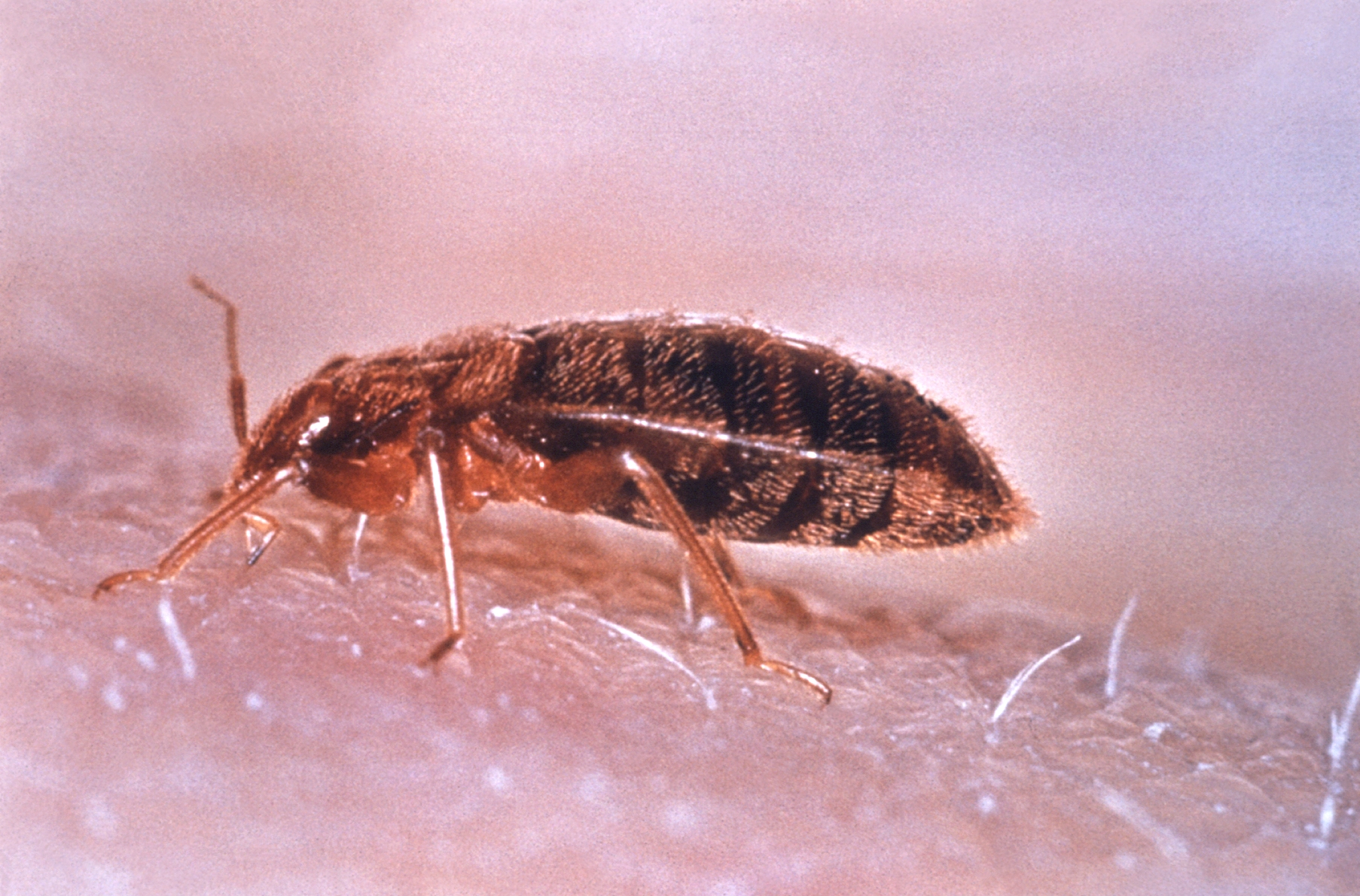
Постільний клоп

Серед комах гематофагія зустрічається у двокрилих, клопів, бліх, вошей. У клопів вона виникла на базі хижацтва — ентомофаги предкової форм, у двокрилих — на базі сапрофаги і (Копрофаги). Гематофаг вошей належить до первинних сапрофагів (кератофагія), а розвиток гематофагії бліх базувався, скоріш за все, на початковому змішаному типі живленні предкової форм — хижацтві і сапрофагів.
Серед двокрилих — родина Culicidae (самки комарів), Nematocera, Brachycera і Orthorrhapha, гедзі (самки більшості видів п'ють кров теплокровних тварин: ссавців і птахів), мошки (Simulidae). Серед клопів гематофагія зустрічається серед представників родини блощицеві, а також у ряду тропічних видів з родини редувіїди, які живляться і кров'ю теплокровних тварин і людини (представляють як би перехід від хижаків до паразитів).
Як виняток для ряду лускокрилих, для імаго деяких тропічних видів метеликів з роду Calyptra у складі родини совки, відомо живлення кров'ю і слізною рідиною ссавців. Наприклад, Calyptra eustrigata, що мешкає на території від Індії до Малайзії; і Calyptra thalictri, Calyptra lata. Самці живляться слізної рідиною і кров'ю великих тварин. У цих видів кінчик хоботка сильно склеротізований і модифікований для проколювання шкіри ссавців і живлення кров'ю.

## Ссавці

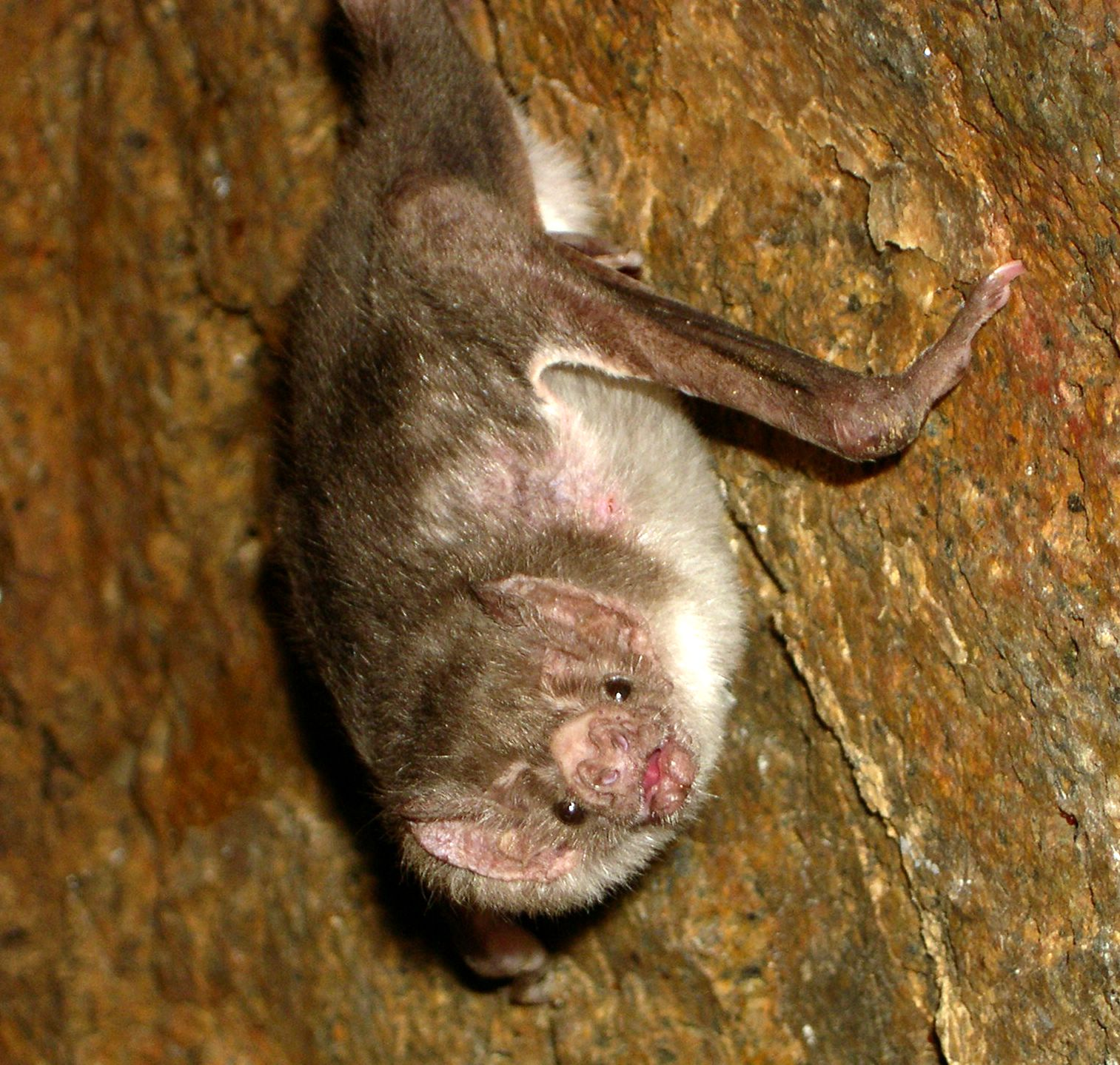
Desmodus rotundus

Серед ссавців гемофагія зустрічається у кажанів-вампірів. До них належать три види: звичайний вампір, десмод (Desmodus rotundus), білокрилий вампір (Diaemus youngi), мохноногий вампір (Diphylla ecaudata). Всі вони поширені в Центральної і Південної Америки від Мексики до північної Аргентини. Інші кажани, які мають назву «вампірів» (Vampyrum spectrum, Vampyressa, Vampyrodes), до гематофагів відношення не мають, живлячись або дрібними хребетними (Vampyrum spectrum), або плодами та комахами.
Це єдині справжні паразити серед теплокровних хребетних. Живляться вампіри виключно свіжою кров'ю ссавців (Desmodus rotundus) і птахів (Diaemus youngi та Diphylla ecaudata); зрідка нападають на сплячих людей.
Травна система вампірових кажанів пристосована до гематофагії — у них дуже короткий стравохід, а шлунок забезпечений великим мішкоподібним виростом.
Зазвичай ранка від укусу буває 5—10 мм завдовжки й 1—5 мм завглибшки. До краплі крові, яка виступила, вампір прикладає нижню сторону язика. При цьому бічні сторони які загортаються вниз, створюючи трубку, як ніби продовжує глибоку борозенку, що проходить посередині нижньої губи вампіра. Повільними рухами язика вперед і назад досягається вакуум в ротовій порожнині, що змушує кров текти вгору.